# Lauter reizende alte Damen
Lauter reizende alte Damen (Originaltitel By the Pricking of My Thumbs) ist der 59. Kriminalroman von Agatha Christie. Er erschien zuerst im Vereinigten Königreich im November 1968 im Collins Crime Club und später im selben Jahr in den USA bei Dodd, Mead and Company. Die deutsche Erstausgabe veröffentlichte der Scherz Verlag (Bern, München, Wien) 1970 in der bis heute verwendeten Übersetzung von Edda Janus.
Es ermitteln Tommy und Tuppence Beresford in ihrem vierten Buch. 
Noch junge Menschen in Ein gefährlicher Gegner (1922) und Die Büchse der Pandora (1929), Mittvierziger in Rotkäppchen und der böse Wolf (1941) sind Tommy und Tuppence nun in Echtzeit gealtert. Dies steht im Gegensatz zu den anderen beiden berühmten Protagonisten der Autorin, Hercule Poirot und Miss Marple, die in allen Romanen von den 1920er bis 1970er Jahren immer ungefähr gleich alt sind.

## Erklärung des Romantitels
Der englische Original-Titel des Romans stammt aus der ersten Szene des vierten Aktes von William Shakespeares Macbeth.
Second Witch:
By the pricking of my thumbs,
Something wicked this way comes.
Deutsche Übersetzung (Something wicked this way comes):
Zweite Hexe:
Mich jucken die Daumen sehr,
Etwas Böses kommt daher.

## Handlung
In dem Pflegeheim, in dem Tommy Beresfords Tante Ada lebte, bringt die Bewohnerin Mrs. Lancaster sowohl das Personal als auch die anderen Bewohner mit ihrem irren Geschwafel zur Verzweiflung. Sie spricht immer über ein armes Kind und irgendetwas hinter dem Kamin. Tuppence, die das Gerede hört, wird neugierig und das Ehepaar Beresford, beide nun in den Sechzigern, stürzen sich in Ermittlungen. Diese führen sie zu einem Kindermord und weiteren dunklen Geheimnissen.

## Personen
- Tommy und Tuppence Beresford, ein älteres Ehepaar im Ruhestand
- Mrs. Lancaster, eine Bewohnerin des Pflegeheims „Sunny Hill“
- Miss Packard, Leiterin des Pflegeheims
- Ehepaar Perry, die Bewohner des Hauses am Kanal in der Nähe von Sutton Chancellor
- der Pfarrer der Gemeinde von Sutton Chancellor
- Gertrude Nellie Bligh, eine Einwohnerin von Sutton Chancellor
- Mrs. Copleigh, eine Einwohnerin, die Zimmer vermietet
- Philip Starke, ein älterer Herr, der allein in der Nähe des Pfarrhauses lebt

## Verfilmungen
Zuerst wurde der Roman 2005 von dem französischen Regisseur Pascal Thomas unter dem Titel Mon petit doigt m’a dit ..., dem französischen Titel des Romans, für das Kino verfilmt. Die Hauptrollen spielen André Dussollier und Catherine Frot in den Rollen von Bélisaire und Prudence Beresford (Die Autoren veränderten die Namen der Hauptakteure). 
Für die britische Fernsehserie Agatha Christie’s Marple wurde der Roman 2006 mit Geraldine McEwan erneut verfilmt. Dazu wurde Miss Marple in das Drehbuch geschrieben, obwohl sie in der Romanvorlage gar nicht vorkommt. Tommy wird von Anthony Andrews und Tuppence von Greta Scacchi gespielt.

## Wichtige Ausgaben
- 1968 Collins Crime Club (London), November 1968
- 1968 Dodd Mead and Company (New York), 1968
- 1970 deutsche Erstausgabe Scherz Verlag[4]

## Hörbücher
- 2006 Lauter reizende alte Damen (3 CDs): Gekürzte Lesung. Gelesen von Stephan Schad. Regie: Sven Stricker. Aus dem Englischen von Tanja Handels. Der Hörverlag (München)[6]